# Gran Premio motociclistico d'Olanda 2002
Il Gran Premio motociclistico d'Olanda 2002 corso il 29 giugno, è stato il settimo Gran Premio della stagione 2002 e ha visto vincere: la Honda di Valentino Rossi in MotoGP, Marco Melandri nella classe 250 e Daniel Pedrosa nella classe 125.
Per il pilota spagnolo Pedrosa si tratta della prima vittoria in un Gran Premio del motomondiale.

## MotoGP

### Arrivati al traguardo
| Pos. | Nº | Pilota                   | Squadra                    | Motocicletta  | Giri | Tempo     | Griglia | Punti |
| ---- | -- | ------------------------ | -------------------------- | ------------- | ---- | --------- | ------- | ----- |
| 1º   | 46 | Valentino Rossi          | Repsol Honda               | Honda RC211V  | 19   | 38:49.425 | 1       | 25    |
| 2º   | 4  | Alex Barros              | West Honda Pons            | Honda NSR500  | 19   | +2.233    | 5       | 20    |
| 3º   | 7  | Carlos Checa             | Marlboro Yamaha            | Yamaha YZR-M1 | 19   | +9.682    | 6       | 16    |
| 4º   | 3  | Max Biaggi               | Marlboro Yamaha            | Yamaha YZR-M1 | 19   | +13.308   | 2       | 13    |
| 5º   | 11 | Tōru Ukawa               | Repsol Honda               | Honda RC211V  | 19   | +32.386   | 8       | 11    |
| 6º   | 10 | Kenny Roberts Jr         | Telefonica Movistar Suzuki | Suzuki GSV-R  | 19   | +33.278   | 3       | 10    |
| 7º   | 21 | John Hopkins             | Red Bull Yamaha WCM        | Yamaha YZR500 | 19   | +35.463   | 10      | 9     |
| 8º   | 56 | Shin'ya Nakano           | Gauloises Yamaha Tech 3    | Yamaha YZR500 | 19   | +35.619   | 14      | 8     |
| 9º   | 6  | Norick Abe               | Antena 3 Yamaha d'Antín    | Yamaha YZR500 | 19   | +37.443   | 19      | 7     |
| 10º  | 17 | Jurgen van den Goorbergh | Kanemoto Racing            | Honda NSR500  | 19   | +48.100   | 15      | 6     |
| 11º  | 66 | Alex Hofmann             | Red Bull Yamaha WCM        | Yamaha YZR500 | 19   | +48.325   | 12      | 5     |
| 12º  | 74 | Daijirō Katō             | Fortuna Honda Gresini      | Honda NSR500  | 19   | +49.371   | 17      | 4     |
| 13º  | 31 | Tetsuya Harada           | Pramac Honda Racing        | Honda NSR500  | 19   | +51.758   | 7       | 3     |
| 14º  | 19 | Olivier Jacque           | Gauloises Yamaha Tech 3    | Yamaha YZR500 | 19   | +1:11.790 | 20      | 2     |
| 15º  | 33 | Akira Ryō                | Team Suzuki                | Suzuki GSV-R  | 19   | +3:14.399 | 21      | 1     |

### Ritirati
| Nº | Pilota            | Squadra                    | Motocicletta    | Giri | Griglia |
| -- | ----------------- | -------------------------- | --------------- | ---- | ------- |
| 9  | Nobuatsu Aoki     | Proton Team KR             | Proton KR3      | 11   | 13      |
| 99 | Jeremy McWilliams | Proton Team KR             | Proton KR3      | 8    | 9       |
| 15 | Sete Gibernau     | Telefonica Movistar Suzuki | Suzuki GSV-R    | 6    | 16      |
| 55 | Régis Laconi      | MS Aprilia Racing          | Aprilia RS Cube | 6    | 11      |
| 65 | Loris Capirossi   | West Honda Pons            | Honda NSR500    | 4    | 4       |
| 20 | Pere Riba         | Antena 3 Yamaha d'Antín    | Yamaha YZR500   | 3    | 18      |

## Classe 250

### Arrivati al traguardo
| Pos. | Nº | Pilota            | Squadra                        | Motocicletta | Giri | Tempo     | Griglia | Punti |
| ---- | -- | ----------------- | ------------------------------ | ------------ | ---- | --------- | ------- | ----- |
| 1º   | 3  | Marco Melandri    | MS Aprilia Racing              | Aprilia      | 18   | 37:48.960 | 1       | 25    |
| 2º   | 24 | Toni Elías        | Telefonica Movistar-Repsol     | Aprilia      | 18   | +4.957    | 4       | 20    |
| 3º   | 4  | Roberto Rolfo     | Fortuna Honda Gresini          | Honda        | 18   | +6.672    | 17      | 16    |
| 4º   | 9  | Sebastián Porto   | Petronas Sprinta Yamaha TVK    | Yamaha       | 18   | +11.273   | 5       | 13    |
| 5º   | 10 | Fonsi Nieto       | Telefonica Movistar-Repsol     | Aprilia      | 18   | +14.165   | 3       | 11    |
| 6º   | 11 | Haruchika Aoki    | DeGraaf Grand Prix             | Honda        | 18   | +16.408   | 15      | 10    |
| 7º   | 15 | Roberto Locatelli | Tu Racing                      | Aprilia      | 18   | +23.952   | 9       | 9     |
| 8º   | 27 | Casey Stoner      | Safilo Oxydo Race LCR          | Aprilia      | 18   | +26.918   | 7       | 8     |
| 9º   | 21 | Franco Battaini   | Imola Circuit Exalt Cycle Race | Aprilia      | 18   | +27.455   | 6       | 7     |
| 10º  | 18 | Shahrol Yuzy      | Petronas Sprinta Yamaha TVK    | Yamaha       | 18   | +27.478   | 11      | 6     |
| 11º  | 26 | Ralf Waldmann     | UGT 3000 - Abruzzo             | Aprilia      | 18   | +28.272   | 8       | 5     |
| 12º  | 6  | Alex Debón        | Campetella Racing              | Aprilia      | 18   | +50.764   | 12      | 4     |
| 13º  | 22 | Raúl Jara         | RFME Equipo Nacional           | Aprilia      | 18   | +54.831   | 19      | 3     |
| 14º  | 8  | Naoki Matsudo     | Dark Dog Yamaha Kurz           | Yamaha       | 18   | +57.956   | 13      | 2     |
| 15º  | 25 | Vincent Philippe  | Equipe de France - Scrab GP    | Aprilia      | 18   | +59.220   | 10      | 1     |
| 16º  | 42 | David Checa       | Safilo Oxydo Race LCR          | Aprilia      | 18   | +59.257   | 14      |       |
| 17º  | 76 | Tarō Sekiguchi    | Dark Dog Yamaha Kurz           | Yamaha       | 18   | +1:28.998 | 26      |       |
| 18º  | 41 | Jarno Janssen     | DeGraaf Grand Prix             | Honda        | 18   | +1:29.067 | 16      |       |
| 19º  | 12 | Jason Vincent     | Cibertel Honda BQR             | Honda        | 18   | +1:29.259 | 24      |       |
| 20º  | 28 | Dirk Heidolf      | Aprilia Germany                | Aprilia      | 18   | +1:40.747 | 20      |       |
| 21º  | 59 | Peter Politiek    | MRTT - Hugen Racing            | Honda        | 17   | +1 giro   | 28      |       |
| 22º  | 61 | Jarno Boesveld    | Jovink Raps                    | Aprilia      | 17   | +1 giro   | 27      |       |
| 23º  | 60 | Gert Pieper       | Sierhekwerk W v/d Pol          | Aprilia      | 17   | +1 giro   | 25      |       |

### Ritirati
| Nº | Pilota          | Squadra                     | Motocicletta | Giri | Griglia |
| -- | --------------- | --------------------------- | ------------ | ---- | ------- |
| 17 | Randy de Puniet | Campetella Racing           | Aprilia      | 7    | 2       |
| 19 | Leon Haslam     | Cibertel Honda BQR          | Honda        | 7    | 22      |
| 32 | Héctor Faubel   | RFME Equipo Nacional        | Aprilia      | 4    | 23      |
| 51 | Hugo Marchand   | Equipe de France - Scrab GP | Aprilia      | 2    | 21      |
| 7  | Emilio Alzamora | Fortuna Honda Gresini       | Honda        | 2    | 18      |

### Non qualificati
| Nº | Pilota                | Squadra             | Motocicletta |
| -- | --------------------- | ------------------- | ------------ |
| 77 | Thierry van den Bosch | Ipone Tecmas Racing | Aprilia      |
| 58 | Jan Blok              | MRTT - Hugen Racing | Honda        |

## Classe 125

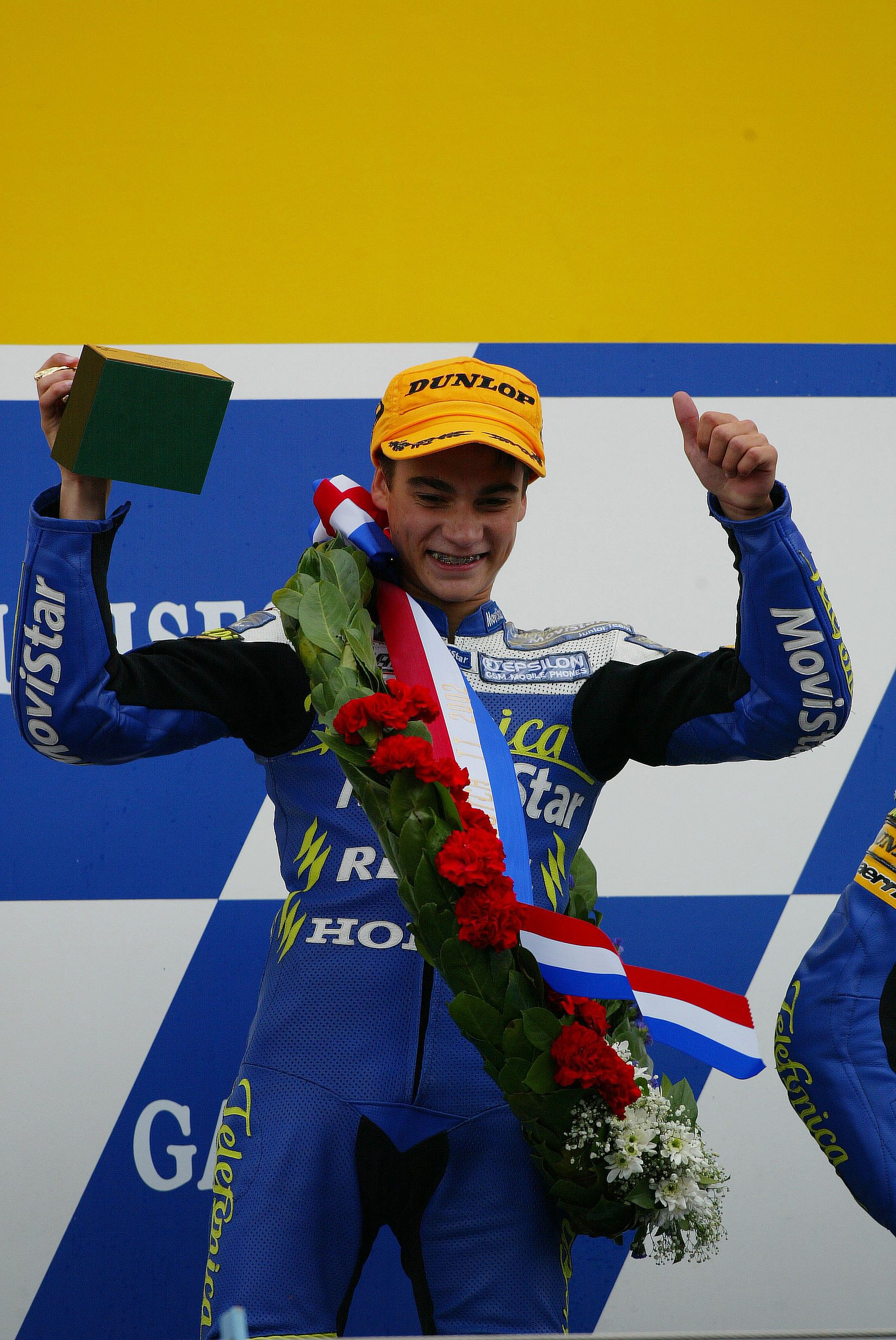
Pedrosa festeggia sul podio la sua prima vittoria nel motomondiale

### Arrivati al traguardo
| Pos. | Nº | Pilota            | Squadra                        | Motocicletta | Giri | Tempo     | Griglia | Punti |
| ---- | -- | ----------------- | ------------------------------ | ------------ | ---- | --------- | ------- | ----- |
| 1º   | 26 | Daniel Pedrosa    | Telefonica Movistar jnr        | Honda        | 17   | 37:31.974 | 1       | 25    |
| 2º   | 1  | Manuel Poggiali   | Gilera Racing                  | Gilera       | 17   | +2.523    | 6       | 20    |
| 3º   | 25 | Joan Olivé        | Telefonica Movistar jnr        | Honda        | 17   | +2.716    | 12      | 16    |
| 4º   | 21 | Arnaud Vincent    | Imola Circuit Exalt Cycle Race | Aprilia      | 17   | +2.813    | 5       | 13    |
| 5º   | 4  | Lucio Cecchinello | Safilo Oxydo Race LCR          | Aprilia      | 17   | +2.964    | 2       | 11    |
| 6º   | 17 | Steve Jenkner     | UGT 3000 - Abruzzo             | Aprilia      | 17   | +3.031    | 8       | 10    |
| 7º   | 22 | Pablo Nieto       | Master-Aspar                   | Aprilia      | 17   | +15.184   | 11      | 9     |
| 8º   | 41 | Yōichi Ui         | Caja Madrid Derbi Racing       | Derbi        | 17   | +15.358   | 15      | 8     |
| 9º   | 15 | Alex De Angelis   | Safilo Oxydo Race LCR          | Aprilia      | 17   | +15.812   | 3       | 7     |
| 10º  | 47 | Ángel Rodríguez   | Master-Aspar                   | Aprilia      | 17   | +16.130   | 7       | 6     |
| 11º  | 34 | Andrea Dovizioso  | Scot Racing                    | Honda        | 17   | +17.128   | 19      | 5     |
| 12º  | 16 | Simone Sanna      | Tu Racing                      | Aprilia      | 17   | +17.223   | 18      | 4     |
| 13º  | 23 | Gino Borsoi       | UGT 3000 - Abruzzo             | Aprilia      | 17   | +17.489   | 14      | 3     |
| 14º  | 5  | Masao Azuma       | Tribe by Breil                 | Honda        | 17   | +19.072   | 13      | 2     |
| 15º  | 8  | Gábor Talmácsi    | PEV Moto ADAC Sachsen          | Honda        | 17   | +28.597   | 20      | 1     |
| 16º  | 48 | Jorge Lorenzo     | Caja Madrid Derbi Racing       | Derbi        | 17   | +35.145   | 16      |       |
| 17º  | 39 | Jaroslav Huleš    | CWF - Matteoni Racing          | Aprilia      | 17   | +39.266   | 23      |       |
| 18º  | 50 | Andrea Ballerini  | FCC - TSR                      | Honda        | 17   | +39.533   | 17      |       |
| 19º  | 6  | Mirko Giansanti   | Scot Racing                    | Honda        | 17   | +39.772   | 29      |       |
| 20º  | 80 | Héctor Barberá    | Master-Aspar                   | Aprilia      | 17   | +40.010   | 24      |       |
| 21º  | 19 | Alex Baldolini    | UGT 3000 - Abruzzo             | Aprilia      | 17   | +42.778   | 22      |       |
| 22º  | 18 | Jakub Smrž        | Elit Grand Prix                | Honda        | 17   | +43.061   | 21      |       |
| 23º  | 75 | Fabrizio Lai      | Semprucci Angaia Racing        | Honda        | 17   | +51.811   | 26      |       |
| 24º  | 57 | Chaz Davies       | CWF - Matteoni Racing          | Aprilia      | 17   | +59.504   | 27      |       |
| 25º  | 66 | Shūhei Aoyama     | PEV Moto ADAC Sachsen          | Honda        | 17   | +1:06.857 | 31      |       |
| 26º  | 31 | Mattia Angeloni   | Team Italia                    | Gilera       | 17   | +1:14.521 | 30      |       |
| 27º  | 20 | Imre Tóth         | Semprucci Angaia Racing        | Honda        | 17   | +1:20.557 | 28      |       |
| 28º  | 24 | Leon Camier       | Italjet Racing Service         | Italjet      | 17   | +1:46.306 | 32      |       |
| 29º  | 33 | Stefano Bianco    | Bossini Sterilgarda Racing     | Aprilia      | 17   | +1:46.648 | 10      |       |
| 30º  | 89 | Adri den Bekker   | DB Racing                      | Honda        | 17   | +1:46.679 | 35      |       |
| 31º  | 60 | Randy Gevers      | MG Parts - RG Racing           | Honda        | 17   | +2:01.813 | 34      |       |
| 32º  | 62 | Gerald Perdon     | Roteg Racing                   | Honda        | 16   | +1 giro   | 37      |       |

### Ritirati
| Nº | Pilota             | Squadra                    | Motocicletta | Giri | Griglia |
| -- | ------------------ | -------------------------- | ------------ | ---- | ------- |
| 36 | Mika Kallio        | Red Devil Honda            | Honda        | 16   | 4       |
| 84 | Michel Fabrizio    | Team Italia                | Gilera       | 16   | 25      |
| 32 | Gianluigi Scalvini | Bossini Sterilgarda Racing | Aprilia      | 15   | 9       |
| 61 | Raymond Schouten   | DeGraaf Junior             | Honda        | 11   | 33      |
| 7  | Stefano Perugini   | Italjet Racing Service     | Italjet      | 2    | 36      |